# Корреа, Пабло
 Пабло Алехандро Корреа Веласкес  (исп. Pablo Alejandro Correa Velázquez; род. 14 марта 1967, Монтевидео) — уругвайский и французский футболист, нападающий; тренер.

## Карьера
Корреа начал свою футбольную карьеру в качестве игрока в Уругвае, где играл за «Насьональ», «Рентистас», «Пеньяроль» и «Дефенсор Спортинг». В 1993 году он присоединился к клубу «Сан-Лоренсо» из Аргентины, но вернулся в Уругвай, сыграв лишь три игры. Он присоединился к «Монтевидео Уондерерс». В 1995 году Корреа переехал во Францию, где он играл до конца карьеры, выступая за клуб «Нанси» в Лиге 1 и Лиге 2. Корреа, игравший на пару с ирландцем Тони Каскарино, стал любимцев болельщиков. Пабло сыграл за ASNL 119 матчей и забил 28 мячей. В 2000 году он завершил карьеру игрока.